# Dichromodes icelodes
Dichromodes icelodes là một loài bướm đêm trong họ Geometridae.